# Wagneria lacrimans
Wagneria lacrimans là một loài ruồi trong họ Tachinidae.